# Marvin Williams (lekkoatleta)
Marvin Williams (ur. 13 czerwca 1996) – jamajski lekkoatleta, specjalista od biegów płotkarskich. 
W 2013 został mistrzem świata juniorów młodszych na dystansie 400 metrów przez płotki. Trzykrotny złoty medalista mistrzostw Ameryki Środkowej i Karaibów juniorów (2014).

## Osiągnięcia
| Rok  | Impreza                                     | Miejsce      | Konkurencja                     | Lokata     | Wynik   |
| ---- | ------------------------------------------- | ------------ | ------------------------------- | ---------- | ------- |
| 2012 | Mistrzostwa Ameryki Śr. i Karaibów juniorów | San Salvador | sztafeta 4 × 400 metrów         | 5. miejsce | 3:15,25 |
| 2013 | Mistrzostwa świata juniorów młodszych       | Donieck      | bieg na 400 metrów przez płotki | 1. miejsce | 50,39   |
| 2014 | Mistrzostwa Ameryki Śr. i Karaibów juniorów | Morelia      | bieg na 110 metrów przez płotki | 1. miejsce | 13,52   |
| 2014 | Mistrzostwa Ameryki Śr. i Karaibów juniorów | Morelia      | bieg na 400 metrów przez płotki | 1. miejsce | 52,55   |
| 2014 | Mistrzostwa Ameryki Śr. i Karaibów juniorów | Morelia      | sztafeta 4 × 400 metrów         | 1. miejsce | 3:11,20 |
| 2014 | Mistrzostwa świata juniorów                 | Eugene       | bieg na 110 metrów przez płotki | półfinał   | 13,70   |
| 2015 | Mistrzostwa panamerykańskie juniorów        | Edmonton     | bieg na 400 metrów przez płotki | 3. miejsce | 50,44   |
| 2015 | Mistrzostwa panamerykańskie juniorów        | Edmonton     | sztafeta 4 × 400 metrów         | 2. miejsce | 3:08,23 |
| 2016 | Młodzieżowe mistrzostwa NACAC               | San Salvador | bieg na 400 metrów przez płotki | 6. miejsce | 51,77   |

## Rekordy życiowe
- Bieg na 400 metrów przez płotki (84 cm) – 50,39 (2013)
- Bieg na 400 metrów przez płotki – 49,90 (2015)